# Olga (prénom)

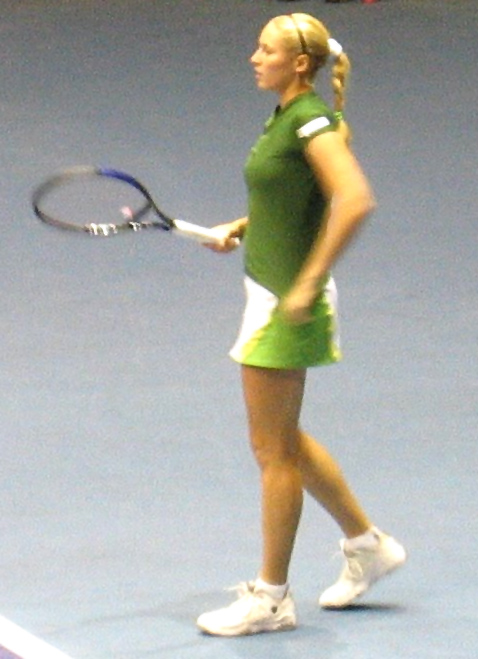
Olga Poutchkova au Sunfeast open 2006

Pour les articles homonymes, voir Olga.
Olga est un prénom féminin.

## Étymologieet origine
Olga est la slavisation du prénom scandinave Helga signifiant « sacrée, sainte » (proche notamment du mot suédois helig et du mot allemand heilig, tous deux dérivés du proto-germanique *hailagaz, « saint, sacré »).
Le prénom, introduit dans l'actuelle Ukraine par les Varègues, doit sa popularité dans les pays slaves orientaux à sainte Olga (morte en 969), épouse du prince Igor de Kiev.

## Personnalités portant ce prénom
- Olga Alexandrovna de Russie (1882-1960), grande-duchesse de Russie.
- Olga Benário (1908-1942), militante communiste allemande.
- Olga Janina (1845-1914), pianiste et aventurière polonaise.
- Olga Korbut (1955-), ancienne gymnaste soviétique.
- Olga Kurylenko (1979-), mannequin et actrice française.
- Olga Nikolaïevna Romanova (1895-1918), grande-duchesse de Russie.
- Olga Poutchkova (1987-), joueuse de tennis russe.
- Olga Soumska (1966-), actrice ukrainienne.

## Autour
- On fête la sainte Olga le 11 juillet[1].